# Tamsalu (commune)
Pour la ville, voir Tamsalu.
Tamsalu est une ancienne commune rurale du nord de l’Estonie dans la région du Viru occidental. Elle s’étend sur une superficie de 214,6 km2 et compte 3 852 habitants (01.01.2012).

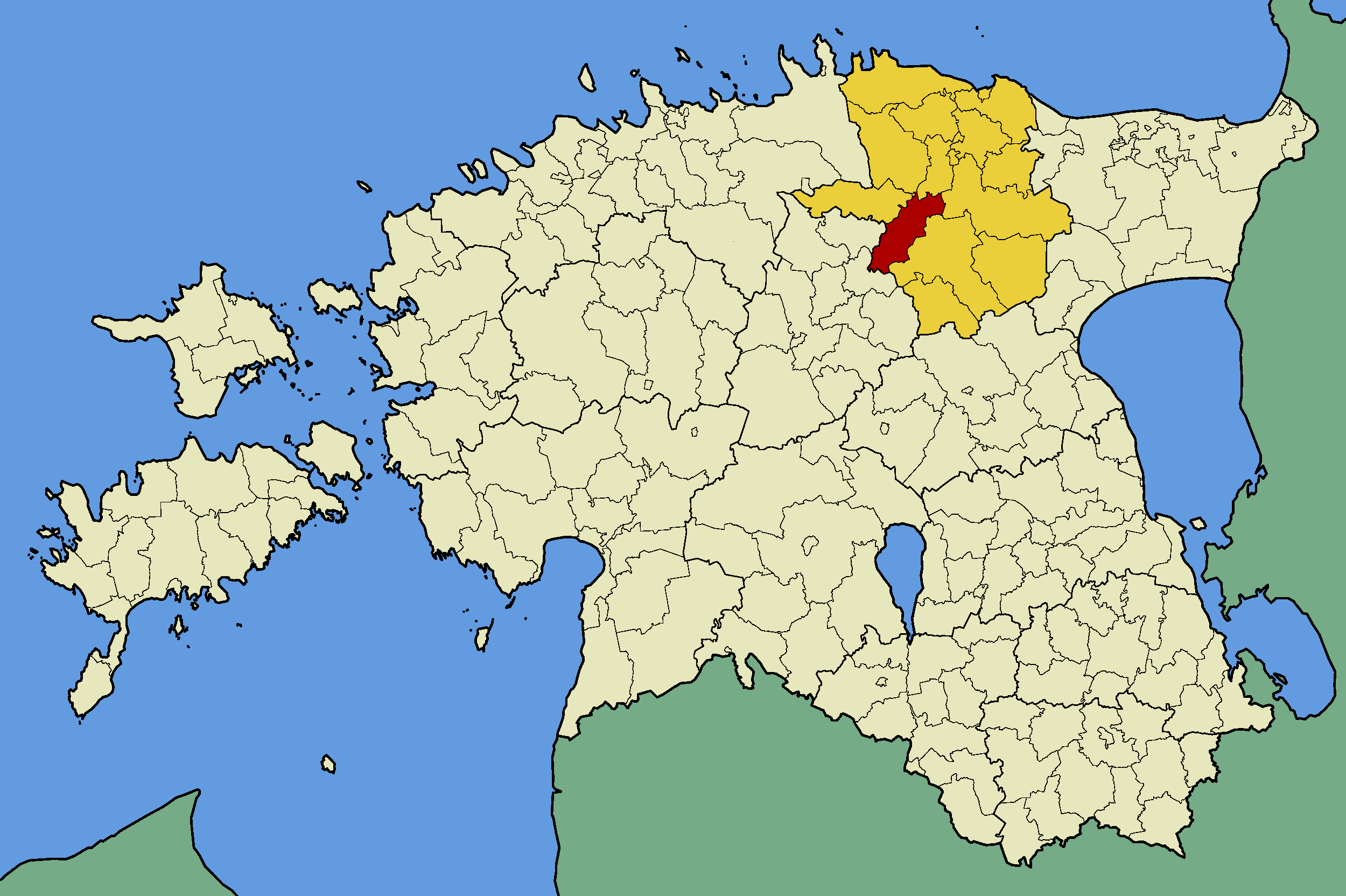
Commune de Tamsalu (rouge)
dans le Comté de Viru-Ouest (jaune).

## Municipalité
La commune comprend une ville, un bourg et 30 villages. Son chef-lieu administratif est la ville de Tamsalu.

### Ville
Tamsalu

### Bourg
Sääse

### Villages
Aavere, Alupere, Araski, Assamalla, Järsi, Järvajõe, Kadapiku, Kaeva, Kerguta, Koiduküla, Koplitaguse, Kuie,		
Kullenga, 	Kursi,Lemmküla, Loksa, Metskaevu, Naistevälja, Piisupi, Porkuni, Põdrangu, Sauvälja, Savalduma, Türje, Uudeküla, Vadiküla, Vajangu,Vistla, Võhmetu, Võhmuta.